# Jiří Klein (chirurg)
Jiří Klein (* 19. dubna 1963 Přerov) je český chirurg.

## Život
Narodil se v roce 1963 v Přerově. Je absolventem Lékařské fakulty Univerzity Palackého. V roce 2006 zveřejnil publikaci s titulem Chirurgie karcinomu plic. V roce 2007 získal profesorský titul. Je specialistou v oblastech plicní chirurgie, abdominální chirurgie a chirurgie portální hypertenze. V prosinci 2009 se stal primářem chirurgie v Krajské nemocnici ve Zlíně.
V doplňovacích volbách do Senátu Parlamentu České republiky v roce 2007 kandidoval jako nestraník za hnutí Nezávislí v senátním obvodu č. 63 – Přerov. Se ziskem 7,31 % hlasů skončil na 6. místě a do druhého kola voleb tak nepostoupil. V roce 2008 figuroval jako kandidát za Stranu zelených. V senátních volbách v roce 2010 poté kandidoval s podporou TOP 09 a STAN do Senátu PČR v senátním obvodu č. 61 – Olomouc. Se ziskem 19,82 % hlasů skončil na třetím místě a do druhého kola voleb těsně nepostoupil.